# MGM Television
Az MGM a Chello Central Europe mozifilmeket sugárzó csatornája volt, amely Magyarországon tesztadásként 2006. október 18-án indult el ajánlókkal, majd 8 nappal később 20:30-kor indult el hivatalosan a Soha ne mondd, hogy soha című filmmel.
A csatorna hangja 2006-2008-ig Turi Bálint, 2008-2014-ig Farkasházi Réka volt.

## Története
A csatorna 1999-ben indult MGM Channel néven, azóta összesen másfél millió kelet-európai otthonban fogható, ahol non stop sugározzák a Metro-Goldwyn-Mayer Stúdió nagy sikerű filmjeit. A csatorna Magyarországon kívül fogható volt Romániában, Csehországban és Szlovákiában is, minden országban saját nyelven, szinkronizálva.
A csatorna beindítására azután került sor, hogy 2006 áprilisában a cannes-i nemzetközi MIP TV vásáron az MGM és a Liberty Global (a Chellomedia révén) bejelentette, hogy 50-50%-os együttműködését kötnek, annak érdekében, hogy a sikeresen működő filmcsatorna Latin-Amerika és Közép-Európa egyre növekvő piacain is megjelenhessen.
A csatorna alapvetően az MGM/UA filmeket játssza, de 2011. októberétől már a Columbia stúdió filmjei is megjelentek (pl. Alvarez Kelly).
2014. november 5-től reggel 06:00-tól a csatorna AMC néven sugároz tovább, ezzel megszűnt.